# Dombras
Dombras település Franciaországban, Meuse megyében. Lakosainak száma 139 fő (2022. január 1.). Dombras Grand-Failly, Damvillers, Delut, Merles-sur-Loison, Rupt-sur-Othain és Vittarville községekkel határos.

## Népesség
A település népességének változása:
| Lakosok száma | 184  | 177  | 145  | 139  | 132  | 134  | 138  | 138  | 137  | 139  |
|               | 1968 | 1982 | 1990 | 2006 | 2013 | 2015 | 2017 | 2019 | 2020 | 2022 |